# Championnats de Tunisie d'athlétisme 2016
Navigation
2015 2017
Les championnats de Tunisie d'athlétisme 2016 sont une compétition tunisienne d'athlétisme disputée en 2016 et qui se déroule le 20 mars pour les épreuves de marche, les 16 et 17 avril pour les épreuves combinées, le 21 mai pour les courses du 10 000 m et du 15 au 17 juillet pour le reste des épreuves. Les épreuves de marche se déroulent sur route dans la ville de Korba. Pour les autres épreuves, tous les athlètes se retrouvent au stade d'athlétisme de Radès, situé à côté du stade olympique.
Les performances de 2016 sont en retrait par rapport aux années précédentes. Certains des meilleurs athlètes tunisiens sont occupés par d'autres compétitions à l'étranger ou en cours de préparation pour les Jeux olympiques de Rio. La majorité des athlètes n'ont pas pu mener leur préparation correctement au cours du mois du ramadan faute d'installation disponible en soirée.
Une mention spéciale peut être faite pour Nada Chroudi qui améliore le record de Tunisie en heptathlon et remporte trois titres de championne de Tunisie. Mouna Jaidi, une athlète qui vit en Norvège, remporte trois des quatre titres de lancers.
Au niveau des équipes, le Club sportif de la Garde nationale termine 1er avec 13 titres suivi par le Club municipal d'athlétisme de Kairouan qui obtient 12 titres.

## Palmarès
| Discipline             | Hommes                         | Hommes          | Femmes                                  | Femmes          |
| ---------------------- | ------------------------------ | --------------- | --------------------------------------- | --------------- |
| 100 m                  | Abdelkarim Bousalta            | 11 s 08         | Abir Barkaoui                           | 12 s 47         |
| 200 m                  | Akram Mehrez                   | 22 s 88         | Abir Barkaoui                           | 26 s 01         |
| 400 m                  | Abdelaziz Rebii                | 49 s 65         | Abir Barkaoui                           | 1 min 00 s 18   |
| 800 m                  | Iskander Jhinaoui              | 1 min 52 s 57   | Haifa Tarchoun                          | 2 min 14 s 15   |
| 1 500 m                | Abderraouf Boubaker            | 4 min 04 s 08   | Hallouma Jerfal                         | 4 min 38 s 45   |
| 5 000 m                | Ahmed Jaziri                   | 14 min 53 s 20  | Oumaima Jemai                           | 18 min 01 s 00  |
| 10 000 m               | Wissem Hosni                   | 30 min 14 s 86  | Mahbouba Boubaker                       | 36 min 19 s 08  |
| 100 m haies            |                                |                 | Nada Chroudi                            | 14 s 73         |
| 110 m haies            | Rami Gharsalli                 | 14 s 18         |                                         |                 |
| 400 m haies            | Ali Said                       | 54 s 73         | Abir Barkaoui                           | 1 min 06 s 11   |
| 3 000 m steeple        | Zied Ben Othman                | 9 min 1 s 95    | Soumaya Dhahri                          | 11 min 43 s 21  |
| Relais 4 × 100 mètres  | Association militaire de Tunis | 44 s 3          | Club sportif sfaxien                    | 52 s 2          |
| Relais 4 × 400 mètres  | Athletic Club de Sousse        | 3 min 23 s 38   | Club municipal d'athlétisme de Kairouan | 4 min 10 s 92   |
| Saut en longueur       | Marouane Mansour               | 7,50 m          | Chelbia Ben Salem                       | 5,69 m          |
| Triple saut            | Ghaith Bellakhal               | 14,62 m         | Fatma Lahmadi                           | 12,41 m         |
| Saut en hauteur        | Fadi Chaheb                    | 2,00 m          | Maroua Najjar                           | 1,56 m          |
| Saut à la perche       | Ramzi Ayari                    | 3,80 m          | Nesrine Brinis                          | 3,70 m          |
| Lancer du poids        | Wajdi Bellili                  | 14,82 m         | Nada Chroudi                            | 13,02 m         |
| Lancer du disque       | Mohamed Ali Mejri              | 44,81 m         | Mouna Jaidi                             | 45,03 m         |
| Lancer du marteau      | Mohsen Anani                   | 65,27 m         | Mouna Jaidi                             | 47,57 m         |
| Lancer du javelot      | Sadok Anani                    | 64,00 m         | Mouna Jaidi                             | 40,84 m         |
| Décathlon              | Aymen Hemissi                  | 5 760 points    |                                         |                 |
| Heptathlon             |                                |                 | Nada Chroudi                            | 5 658 points    |
| 20 km marche sur route | Raouf Ben Baha                 | 1 h 37 min 17 s | Chahinez Nasri                          | 1 h 45 min 27 s |

## Sources
- « Championnats nationaux des épreuves combinées , Stade d'athlétisme de Radès, 16 et 17 avril 2016 » [PDF] (consulté le 20 juillet 2016)
- « Championnats nationaux de marche sur route, organisé à Korba, 20 mars 2016 » [PDF] (consulté le 20 juillet 2016)
- « Championnats nationaux du 10 000 m, Stade d'athlétisme de Radès, 21 mai 2016 » [PDF] (consulté le 20 juillet 2016)
- « Championnats nationaux absolus individuels, Stade d'athlétisme de Radès, du 15 au 17 juillet 2016 » [PDF] (consulté le 12 décembre 2017)